# Stiphodon surrufus
Stiphodon surrufus é uma espécie de peixe da família Gobiidae.
É endémica das Filipinas.